# Puchar Łotwy w piłce siatkowej mężczyzn (2018)
Puchar Łotwy w piłce siatkowej mężczyzn 2018 (Latvijas kauss volejbolā 2018) – rozgrywki o siatkarski Puchar Łotwy. Brały w nich udział kluby z ligi bałtyckiej oraz Nacionālā Līga 1. Zainaugurowane zostały 21 listopada.
Rozgrywki składały się z ćwierćfinałów oraz turnieju finałowego, który odbył się w dniach 22-23 grudnia w centrum sportowym "Daugava" (Sporta nams "Daugava") w Rydze. SK Jēkabpils Lūši jako zeszłoroczny triumfator udział w Pucharze Łotwy rozpoczął od półfinału.
Puchar Łotwy po raz trzeci z rzędu zdobył SK Jēkabpils Lūši, który w finale pokonał OC Limbaži/MSĢ.

## Drużyny uczestniczące
| Credit24 Meistarlīga 5 drużyn | Credit24 Meistarlīga 5 drużyn |
| ----------------------------- | ----------------------------- |
| Daugavpils Universitāte       | półfinał                      |
| OC Limbaži/MSĢ                | finał                         |
| RTU Robežsardze               | półfinał                      |
| SK Jēkabpils Lūši             | zwycięstwo                    |
| VK Biolars Jełgawa            | ćwierćfinał                   |

| Nacionālā Līga 1 2 drużyny | Nacionālā Līga 1 2 drużyny |
| -------------------------- | -------------------------- |
| VK Vecumnieki              | ćwierćfinał                |
| VK Ventspils               | ćwierćfinał                |

## Rozgrywki

### Ćwierćfinały
| Data       | Drużyna 1               |     | Drużyna 2          | Sety                                | Widzów |
| ---------- | ----------------------- | --- | ------------------ | ----------------------------------- | ------ |
| 21.11.2018 | Daugavpils Universitāte | 3:1 | VK Biolars Jełgawa | (25:22, 22:25, 25:21, 25:19)        | 45     |
| 28.11.2018 | Daugavpils Universitāte | 3:2 | VK Biolars Jełgawa | (25:19, 21:25, 25:19, 23:25, 15:13) | 15     |
| 21.11.2018 | VK Ventspils            | 0:3 | RTU Robežsardze    | (22:25, 9:25, 15:25)                |        |
| 01.12.2018 | VK Ventspils            | 0:3 | RTU Robežsardze    | (15:25, 25:27, 20:25)               |        |
| 21.11.2018 | VK Vecumnieki           | 0:3 | OC Limbaži/MSĢ     | (19:25, 19:25, 22:25)               | 60     |
| 28.11.2018 | VK Vecumnieki           | 2:3 | OC Limbaži/MSĢ     | (25:23, 18:25, 16:25, 26:24, 8:15)  |        |

### Półfinały
| Data       | Drużyna 1         |     | Drużyna 2               | Sety                               | Widzów |
| ---------- | ----------------- | --- | ----------------------- | ---------------------------------- | ------ |
| 22.12.2018 | SK Jēkabpils Lūši | 3:2 | Daugavpils Universitāte | (25:22, 18:25, 25:17, 19:25, 15:7) | 220    |
| 22.12.2018 | RTU Robežsardze   | 1:3 | OC Limbaži/MSĢ          | (24:26, 25:23, 23:25, 22:25)       | 150    |

### Finał
| Data       | Drużyna 1         |     | Drużyna 2      | Sety                                | Widzów |
| ---------- | ----------------- | --- | -------------- | ----------------------------------- | ------ |
| 23.12.2018 | SK Jēkabpils Lūši | 3:2 | OC Limbaži/MSĢ | (25:19, 19:25, 21:25, 25:13, 15:13) | 777    |